# Шарл X
Шарл X е (на френски: Charles X) крал на Франция и Навара от 1824 година до Юлската революция от 1830 година.
Син е на Луи-Фердинанд дьо Бурбон, дофин на Франция, и втората му съпруга Мария Жозефа Сакска. Брат е на Луи XVI и на Луи XVIII.
Вместо да стане конституционен монарх, абдикира от трона и избягва в Англия.

## Потомци
- Луи Антоан д`Артоа (1775 – 1844);
- Софи (1776 – 1783);
- Шарл-Фердинанд (1778 – 1820);
- Мари-Терез (1783).

1. ↑  500122372 //   7 ноември 2016 г. Посетен на 21 май 2021 г.
2. ↑  500122372 //   8 август 2021 г. Посетен на 9 май 2022 г.